# Gornje Kusonje
Gornje Kusonje is een plaats in de gemeente Voćin in de Kroatische provincie Virovitica-Podravina. De plaats telt 36 inwoners (2001).